# Bart Van Lancker
Bart Van Lancker, né le 17 mars 1973 et mort le 23 juin 2021, est un entraîneur belge.

## Biographie

### Carrière d'entraîneur
En août 2016, il devient l'entraîneur officiel du KV Courtrai, étant donné que le manager en poste, Karim Belhocine, ne dispose pas de licence professionnelle pour officier en première division.